# Има (озеро)
Има — проточное пресноводное озеро на северо-востоке Верхнекамского района Кировской области, располагается в труднодоступной заболоченной местности Прикамья, в правобережье верхнего течения реки Кама.
Имеет близкую к треугольной форму. Зеркало озера расположено на высоте 144 метров над уровнем моря. Площадь водной поверхности — 0,32 км², однако в половодье площадь озера может значительно увеличиваться, достигая 3,7 км².
Через озеро протекает река Има. Кроме того, с восточной стороны впадает река Недьба. Со всех сторон озеро Има окружено болотами: непроходимое болото Котковское на востоке и болото Скопинское 1-е на севере с мощным слоем торфа. Острова на озере отсутствуют. Ближайшие населённые пункты находятся на противоположной стороне Камы: село Пушья в 5 км к северо-западу и деревня Лупшер в 5,5 км к юго-западу.   